# Rio Chucunaque
O Rio Chucunaque ou Rio Chuchunaque é um importante curso d’água do Panamá, que atravessa o Istmo do Panamá de norte a sul. Ele nasce no leste do país, na cordilheira que acompanha a costa atlântica, e percorre a província de Darién, antes de se juntar ao Rio Tuira, a oeste da cidade de Yaviza (o Tuira deságua na baía de San Miguel, onde se encontrava na época do império colonial espanhol o povoado espanhol de Real de Santa Maria, um centro de coleta de ouro).
O Chucunaque é o rio mais longo do Panamá, com 231 km, e possui sua importância porque constitui um meio de comunicação importante na província de Darién e da Comarca Emberá-Wounaan, já que os diversos afluentes conectam as principais localidades ribeirinhas. Os rios Tuira, Chucunaque e Balsas formam uma bacia hidrográfica de 10 664,42 km², que é a maior do país.
O Chucunaque atravessa hoje uma região muito pouco povoada, ocupada pela floresta equatorial e atravessada pela Rodovia Pan-americana, que liga o sul a o norte da América.

## História
O Rio Chucunaque foi provavelmente utilizado por Vasco Núñez de Balboa para atravessar o Panamá em direção ao oceano Pacífico, em 1513, acompanhando inicialmente a costa de Santa María la Antigua del Darién até a cidade de Careta, perto de Acla, e depois se fazendo ajudar pelos índios para a travessia do istmo pelos rios.

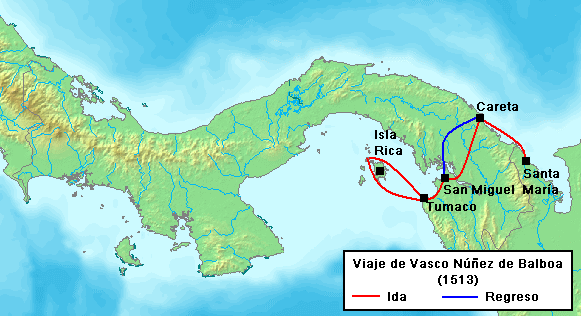
A expedição de Balboa em direção ao Pacífico em 1513 (ida em vermelho, retorno em azul)

Os piratas utilizaram este rio na época dos encontros da Ilha do Ouro. Eles se reuniam a cada ano para em seguida ganhar o Pacífico, com a ajuda dos índios Cunas, passando pelos rios que permitiam atravessar o istmo, em particular o Rio Chucunaque e depois o Tuira, que desce em direção à baía de San Miguel, onde na época se encontrava o povoado espanhol de Real de Santa Maria, segundo a narração de William Dampier e a precisa reconstituição pelo arquivista Pedro Torres Lanza em 1904. Foi lá que se instalou em 1696 a colônia escocesa da Companhia Darién.
Esta travessia do istmo, depois de um encontro, era o meio de os piratas se agruparem para atacar os navios espanhóis que recolhiam o ouro e, sobretudo, a prata do Peru. O rio está a cerca de sessenta quilômetros ao norte do local em que desembarcaram os espanhóis em 1502, o golfo de Urabá, onde eles se atritaram com os índios Cunas, e no qual deságua o rio Choco (antigo nome do rio Atrato), que vem do sul, proveniente da Colômbia ocidental, que se constituía em uma província do império espanhol na América, conhecida pelas suas minas de ouro no século XVI.
Os primeiros encontros da Ilha do Ouro ocorreram em abril de 1679, liderados pelo pirata John Coxon, com oito navios de piratas, pouco depois do ataque da baía de Honduras e um ano depois do fim da Guerra Franco-Holandesa (1674 – 1678), quando os piratas começaram a ser desarmados pelos governos de Saint-Domingue e Jamaica, que desejavam o desenvolvimento das plantações de cana-de-açúcar.